# 鴛鴦湖
鴛鴦湖（泰雅語：、:41、；泰雅語意為鴛鴦）是台灣北部深山中的湖泊，新竹縣最東端斯烏庫斯溪的源頭，亦是該溪主流大漢溪最遠源頭塔克金溪的主要湖泊。海拔1670公尺的該湖泊所延伸的區域包含了湖泊區3.6公頃；沼澤地2.2公頃及中華民國政府所規劃的天然檜林保留區360多公頃，合計稱為鴛鴦湖保留區的該自然保留區，面積達374公頃。
位於新竹縣、桃園市、宜蘭縣分水嶺雪山山脈主脊上、東丘斯山南側約1.5公里的鴛鴦湖，受東北季風影響，多雨且終年有霧。今因中華民國政府設置管制站等因素，保持了一定原始風貌；亦孕育著台北樹蛙、大冠鷲、松蘿、檜木等稀有動植物。

## 外部連結
- 林務局自然保育網：鴛鴦湖自然保留區 （页面存档备份，存于）
- 臺灣大百科全書：鴛鴦湖自然保留區 （页面存档备份，存于）
- 國家重要濕地保育計畫：鴛鴦湖重要濕地 （页面存档备份，存于）
- protectedplanet.net（英文）